# III koncert skrzypcowy (Paganini)

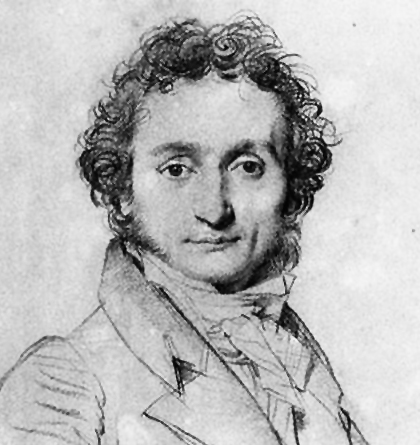
Niccolò Paganini, kompozytor Koncertu

III koncert skrzypcowy – koncert, który stworzył Niccolò Paganini. Skomponowany w 1830 na skrzypce i orkiestrę. Paganini ukazał w nim po raz trzeci swoją wirtuozerię.
Części koncertu:
1. Introduzione. Andantino – Allegro marziale
2. Adagio. Cantabile spianato
3. Polacca. Andantino vivace